# 倉数茂
倉数 茂（くらかず しげる、1969年 - ）は、日本の小説家。東海大学文化社会学部文芸創作学科准教授。男性。

## 経歴
早稲田大学在学中から批評を「早稲田文学」に発表。卒業後、教育出版社勤務を経る。近畿大学大学院文芸学研究科修士課程修了、東京大学大学院総合文化研究科言語情報科学博士課程修了。学術博士。元Q-NAM会員、日本SF作家クラブ会員。
広東外語外貿大学講師（日本近代文化史）。厦門大学外籍教師（日本近代文学）。東海大学特任講師を経て、現在准教授。
2000年、「美と死――『草枕』における漱石のモダニティー」にて第43回群像新人文学賞最終候補。2001年、「小林秀雄の「昭和」」にて第44回群像新人文学賞最終候補。
2005年より5年間、中国・広東省と福建省で日本文学を教える。
2009年、東京大学大学院総合文化研究科言語情報科学博士課程修了、「美的主体の精神譜 大正後期から昭和初頭に見る芸術運動とコミュニティ」で学術博士。
専門は日本近代文学。研究課題は「昭和から現代にいたる文学の変遷」。東海大では「文学の遠近法」、「外国文学の探究」などの科目を担当。
2010年2月より、『文學界』にて新人小説月評を担当。同年12月、「黒揚羽の夏」で第1回ピュアフル小説賞（大賞）を受賞する。2011年7月、『黒揚羽の夏』で小説家デビュー。2012年、『黒揚羽の夏』が本の雑誌社「おすすめ文庫王国2012」国内ミステリー部門第8位に選ばれる。2019年、『名もなき王国』で第32回三島由紀夫賞候補。

## 作品リスト

### 単行本
- 『黒揚羽の夏』（2011年6月 ポプラ文庫ピュアフル）※装画 スカイエマ
- 『始まりの母の国』（2012年4月 早川書房ハヤカワSFシリーズ Jコレクション）
- 『魔術師たちの秋』（2013年9月 ポプラ文庫ピュアフル）※装画 スカイエマ
- 『名もなき王国』（2018年8月 ポプラ社 / 2022年2月 ポプラ文庫）
- 『あがない』（2020年6月 河出書房新社） - 表題作および「不実な水」収録
- 『忘れられたその場所で、』（2021年5月 ポプラ社）

### 雑誌掲載作品等
小説
- 真夜中のバベル （『S-Fマガジン』2012年2月号、早川書房）
- 緑陰の家 （「SF Prologue Wave」(WEBマガジン) 2015年6月20日号、日本SF作家クラブ）
- 実録・平成サーカス奇譚 （『ユリイカ』2015年8月号 特集=江戸川乱歩、青土社）
- 螺旋の恋 （「SF Prologue Wave」2015年10月20日号、日本SF作家クラブ）
  - 『名もなき王国』（ポプラ社）に収録。
- アクアリウム （「SF Prologue Wave」2016年7月20日号、日本SF作家クラブ）
- 少年果 （『異・耽美～トラウマティック・ヴィジョンズ』、アトリエサード、2016年7月26日）
  - 『名もなき王国』（ポプラ社）に収録。
- 不実な水 （『文藝』2016年夏季号、河出書房新社）
- 百の剣 （『群像』2019年10月号、講談社）
- あがない （『文藝』2020年春季号、河出書房新社）
- 父の箱（『群像』2021年5月号、講談社）
- 樋口一葉の多声的エクリチュール――その方法と起源」 （『S-Fマガジン』2021年6月号、早川書房）
  - 『異常論文』（樋口恭介編、ハヤカワ文庫JA、2021年10月）に再録。

エッセイ
- ゲームの終わり、始まりのゲーム（『新潮』2006年12月号、新潮社）
- 立ち食いそば礼賛 （『群像』2012年10月号、講談社）
  - 『ベスト・エッセイ2013』（日本文藝家協会編、光村図書出版、2013年6月）に再録。
- 恋物語(ロマンス)の楽しみ （『小説トリッパー』2018年秋号、朝日新聞出版）
- 一九九〇年代サブカルを再考する（『新潮』2019年6月号、新潮社）
- アディクションの時代 （『群像』2019年8月号、講談社）
- 最高のひと皿（『小説すばる』2020年1月号、集英社）
- 愛はどこまでプラスティックか?（『すばる』2021年7月号、集英社）
- オンライン化の光と影（『すばる』2022年3月号、集英社）

## 評論・学術論文
単行本
- 『私自身であろうとする衝動 関東大震災から大戦前夜における芸術運動とコミュニティ』（2011年9月 以文社）
  - 美的主体の精神譜――大正後期から昭和初頭に見る芸術運動とコミュニティ（博士論文（甲種）、2009年3月）を基に出版。

雑誌等掲載（一部）
- サミュエル・ベケット論――「名づけえぬもの」を巡って （『早稲田文学』第8次、181号 1991年6月）
- 「労働」のディストピア (特集・横光利一) （『早稲田文学』第9次、第24巻6号 1999年11月）
- 輪廻するナルシス――川端康成「水晶幻想」と「抒情歌」 （『言語態』第1巻、言語態研究会編、2000年）
- 蒐集(コレクション)の曖昧な対象 （『10+1』31号 - 35号、2003年 - 2004年 連載、全5回）
- 都市空間の系譜学 （『早稲田文学』第9次、第28巻6号 - 第29巻3号 2003年 - 2004年 連載、全4回）
- 日本の〈グラウンド・ゼロ〉――原爆の表象をめぐって （『10+1』第40号、2005年）
- 一九九五年〈から／へ〉の呼び声（『現代思想』2005年12月号）
- 衰亡の時代の政治フィクション （『述 : 近畿大学国際人文科学研究所紀要』第4巻、2011年1月）
- 消失への遊戯(ゲーム) （『ユリイカ』2012年6月号 特集=アントニオ・タブッキ）
- 北方幻想――戦後空間における〈北〉と〈南〉（岡和田晃編『北の想像力——《北海道文学》と《北海道SF》をめぐる思索の旅』寿郎社、2014年5月）
- 大西巨人の聖史劇 （『大西巨人――抒情と革命』河出書房新社、2014年6月）
- 〈おぞましき母〉の病理 （岡和田晃、マーク・ウィンチェスター編『アイヌ民族否定論に抗する』河出書房新社、2015年1月）
- 魔術的時空間（『ドストエフスキー ――カラマーゾフの預言』河出書房新社、2016年1月）
- 〈水〉の変貌――永井荷風『すみだ川』、『狐』（『文学＋』1号、凡庸の会、2018年10月）
- 家父長制社会に「女」という文字を書きこむ――『燕は戻ってこない』論（『すばる』2022年5月号、集英社）

## 参考
- 攝津正